# Ettrick (Virginie)
Ettrick est une census-designated place située dans le comté de Chesterfield, dans l’État de Virginie, aux États-Unis. Lors du recensement de 2020, elle comptait 7 241 habitants.